# Yuhan Tan
Yuhan Tan (* 21. April 1987 in Bilzen) ist ein belgischer Badmintonspieler.

## Karriere
Yuhan Tan gewann nach mehreren Juniorentiteln 2006 erstmals einen nationalen Titel bei den Erwachsenen in Belgien. Vier weitere Herreneinzeltitel folgten bis 2011. 2008 siegte er bei den Giraldilla International. Des Weiteren nahm er an den Badminton-Weltmeisterschaften 2009, 2010 und 2011 teil.

## Sportliche Erfolge
| Saison    | Veranstaltung                               | Disziplin    | Platz | Name                     |
| --------- | ------------------------------------------- | ------------ | ----- | ------------------------ |
| 2004/2005 | Belgien: Einzelmeisterschaften der Junioren | Herreneinzel | 1     | Yuhan Tan                |
| 2004/2005 | Belgien: Einzelmeisterschaften der Junioren | Herrendoppel | 1     | Jente Paesen / Yuhan Tan |
| 2005/2006 | Belgien: Einzelmeisterschaften der Junioren | Herreneinzel | 1     | Yuhan Tan                |
| 2005/2006 | Belgien: Einzelmeisterschaften der Junioren | Herrendoppel | 1     | Jente Paesen / Yuhan Tan |
| 2005/2006 | Belgien: Einzelmeisterschaften              | Herreneinzel | 1     | Yuhan Tan                |
| 2007/2008 | Belgien: Einzelmeisterschaften              | Herreneinzel | 1     | Yuhan Tan                |
| 2008      | Giraldilla International                    | Herreneinzel | 1     | Yuhan Tan                |
| 2008/2009 | Belgien: Einzelmeisterschaften              | Herreneinzel | 1     | Yuhan Tan                |
| 2010      | Belgien: Einzelmeisterschaften              | Herreneinzel | 1     | Yuhan Tan                |
| 2010/2011 | Belgien: Einzelmeisterschaften              | Herreneinzel | 1     | Yuhan Tan                |
| 2012      | Belgien: Einzelmeisterschaften              | Herreneinzel | 1     | Yuhan Tan                |
| 2013      | Belgien: Einzelmeisterschaften              | Herreneinzel | 1     | Yuhan Tan                |
| 2015      | Turkish International                       | Herreneinzel | 1     | Yuhan Tan                |